# Unione italiana dei ciechi e degli ipovedenti
L'Unione italiana dei ciechi e degli ipovedenti ETS-APS, in sigla UICI, è un ente morale con personalità giuridica di diritto privato, cui la legge e lo statuto affidano la rappresentanza e la tutela degli interessi morali e materiali dei non vedenti e degli ipovedenti nei confronti della pubblica amministrazione.
L'UICI è un'associazione costituita esclusivamente da non vedenti e ipovedenti. Per associarsi occorre infatti avere un visus non superiore ai 3/10 (inteso con correzione). Tuttavia, per raggiungere i suoi obiettivi, essa ha bisogno del supporto di persone vedenti che possono lavorare al suo interno come dipendenti o volontari.

## Riferimenti giuridici
- Ente morale riconosciuto con R.D. 1789 del 1923 e D.P.R. 23/12/1978 (G.U. 62 del 1979), posto sotto la vigilanza del governo italiano (D.P.R. 17/2/1990 in G.U. 134 del 1990).
- Organizzazione non lucrativa di utilità sociale (D.L. 460 del 1997).
- Iscritta al 32/99 del Registro delle persone giuridiche presso il Tribunale di Roma.
- Associazione di promozione sociale, iscritta al Registro nazionale delle associazioni di promozione sociale (iscrizione 383 del 7/12/2000)
- Codice fiscale 80006990438.
- Certificazione UNI EN ISO 9001:2000.

## Storia
Fu fondata a Genova il 26 ottobre 1920 con il nome di Unione italiana dei ciechi da alcuni militari che persero la vista durante il primo conflitto mondiale, tra cui Aurelio Nicolodi che ne divenne il primo presidente.
Attraverso i suoi rappresentanti e molti soci volontari, l'UICI ha condotto numerose lotte politiche e sociali, grazie alle quali i ciechi e gli ipovedenti si vedono riconosciuti diritti fondamentali quali il diritto allo studio nella scuola comune, il diritto al lavoro, il diritto a ricevere un'indennità che varia a seconda del visus della persona con disabilità visiva.
Negli anni, l'UICI ha sviluppato una serie di servizi per far fronte alle necessità di ciechi e ipovedenti in rapporto alla società in continua evoluzione.
Nel 2007 il suo nome originario è cambiato in quello attuale nonostante l'associazione si occupasse ormai da qualche decennio delle problematiche degli ipovedenti.

## Organizzazione territoriale
L'intento dell'UICI è di fornire un supporto locale di qualità ai propri soci, grazie ad una rete costituita dalle sezioni provinciali. L'insieme delle sezioni provinciali presenti in una regione costituisce il consiglio regionale, mentre l'insieme dei consigli regionali costituisce il consiglio nazionale. A sua volta, il consiglio nazionale fa capo alla direzione nazionale che ha sede a Roma.

## Rappresentazione a livello internazionale
In ambito internazionale, l'UICI è membro dell'European Blind Union (EBU) e della World Blind Union (WBU).

## Strumenti operativi
Per il raggiungimento dei suoi fini l'UICI ha creato strumenti operativi per sopperire alla mancanza di adeguati servizi sociali dello Stato italiano e degli altri enti pubblici.

### Supporto nazionale
In particolare vanno ricordati:
- il Centro nazionale del libro parlato;
- il Centro nazionale tiflotecnico;
- l'I.Ri.Fo.R. (Istituto per la ricerca, la formazione e la riabilitazione);
- il Centro studi e riabilitazione "Le Torri" di Tirrenia;
- l'U.N.I.Vo.C. (Unione nazionale italiana volontari pro ciechi);
- l'A.L.A. (Agenzia per la promozione del lavoro dei ciechi);
- la sezione italiana della Agenzia internazionale per la prevenzione della cecità.

### Supporto locale
Il supporto locale ai soci consiste in attività ordinarie che riguardano essenzialmente pratiche per l'accertamento della disabilità e la conseguente concessione di indennità, consulenza tiflotecnica, integrazione scolastica in tutte le fasi e collocamento obbligatorio.
Pur essendo ogni sezione provinciale parte di un sistema che detta strategie e metodi di lavoro, non tutte operano allo stesso modo e con gli stessi risultati. Il successo o l'insuccesso del lavoro di una sezione provinciale e della sua vicinanza e disponibilità verso i soci dipende essenzialmente da:
- disponibilità di volontari (vedenti o non vedenti),
- disponibilità di risorse materiali e finanziarie,
- impegno e preparazione professionale dei dipendenti,
- atteggiamento della società locale verso le persone con disabilità visiva.

## Presidenti
- Aurelio Nicolodi (1920-1945)
- Paolo Bentivoglio (1945-1965)
- Giuseppe Fucà (1965-1980)
- Roberto Kervin (1980-1986)
- Tommaso Daniele (1986-2014)
- Mario Barbuto[1][2][3] (2014 - in carica)